# PowerBook G3
PowerBook G3 (nazwy kodowe: Kanga, Wallstreet, Mainstreet, PDQ, Lombard i Pismo) – linia komputerów przenośnych PowerBook produkowana przez Apple Computer w latach 1997–2000. Pierwszy laptop Macintosh z procesorami linii PowerPC G3 (740 i 750). W 2001 zastąpiona przez linię PowerBook G4, która to używa procesorów PowerPC G4.